# 拉赫萊夫
35°54′N 0°59′E / 35.900°N 0.983°E
拉赫萊夫（阿拉伯语：‎），是阿爾及利亞的城鎮，位於該國西北部埃利贊省，由瓦迪吉烏區負責管轄，面積82平方公里，海拔高度137米，2008年人口10,264，人口密度每平方公里125人。